# Bawburgh
Bawburgh je obec v Norfolku ležící v údolí řeky Yare asi 8 kilometrů západně od centra města Norwich. Dle sčítání lidu z roku 2001 tam žilo 466 obyvatel, při sčítání lidu v roce 2011 se jejich počet zvýšil na 595.
První zmínka o obci pochází z roku 1086, kdy je obce uváděna pod názvem Bauenburc.
Obec je známa jako pravděpodobné rodiště anglikánského světce svatého Walstana. Podle legendy se Walstan narodil v Norfolku v roce 970.